# Al Coates
Al Coates (* 3. Dezember 1945 in Listowel, Ontario) ist ein kanadischer Eishockeyfunktionär in der National Hockey League.

## Karriere
Coates begann seine Laufbahn in der National Hockey League zu Beginn der 1970er Jahre bei den Detroit Red Wings. Anschließend wechselte er im Jahr 1979 zu den Calgary Flames, für die er in unterschiedlichen Positionen bis im Jahr 2000 tätig war. Er arbeitete unter anderem zwischen 1995 und 2000 als General Manager der Flames.
Im Jahr 2003 schloss er sich der Franchise der Mighty Ducks of Anaheim an, für die er als Senior Advisor und von 2004 bis 2005 auch als General Manager arbeitete. Der Kanadier wurde im Juni 2008 zum Player Personnel Director der Toronto Maple Leafs ernannt.
Im Januar 2009 wurde Al Coates durch den General Manager der Leafs, Brian Burke, seines Amtes enthoben und entlassen. Er erhielt im Jahr 2006 den Thomas Ebright Award für seine Verdienste in der American Hockey League.